# Johannes Werthauer
Johannes Werthauer, auch Johann, Josef (geboren 20. Januar 1866 in Kassel; gestorben 29. Januar 1938 in Paris) war ein deutscher Jurist und Strafrechtsreformer.

## Leben

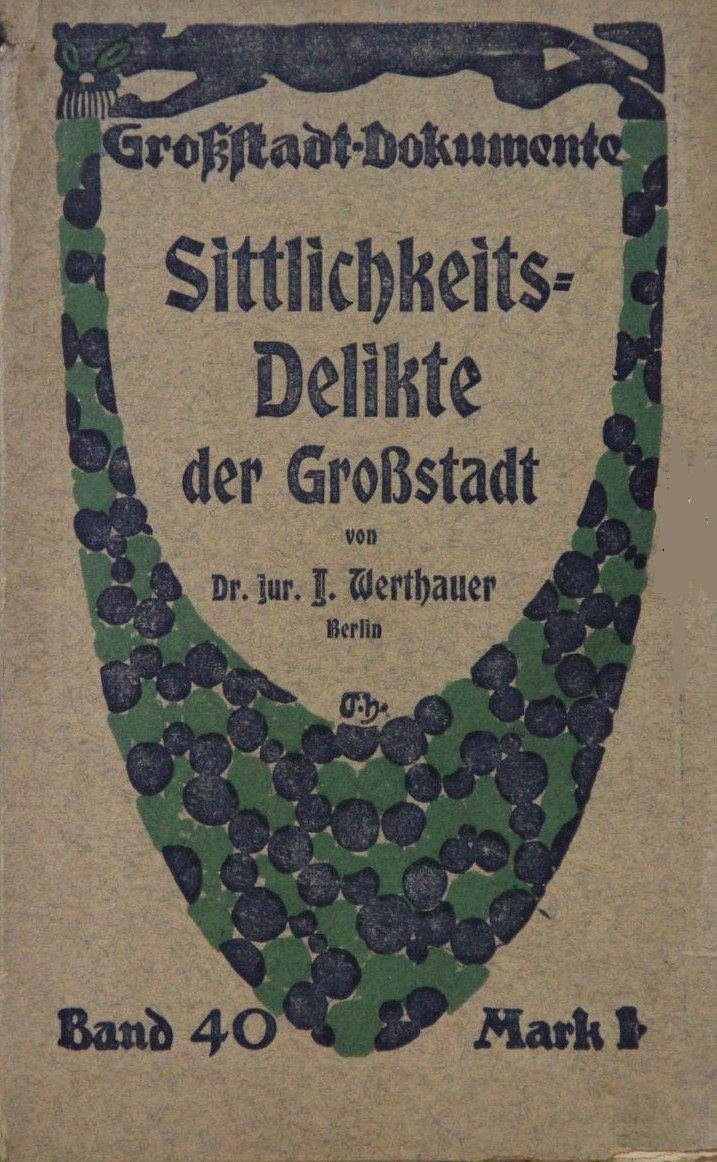
Johannes Werthauer: Sittlichkeitsdelikte der Großstadt, aus der Reihe Großstadt-Dokumente, Band 40

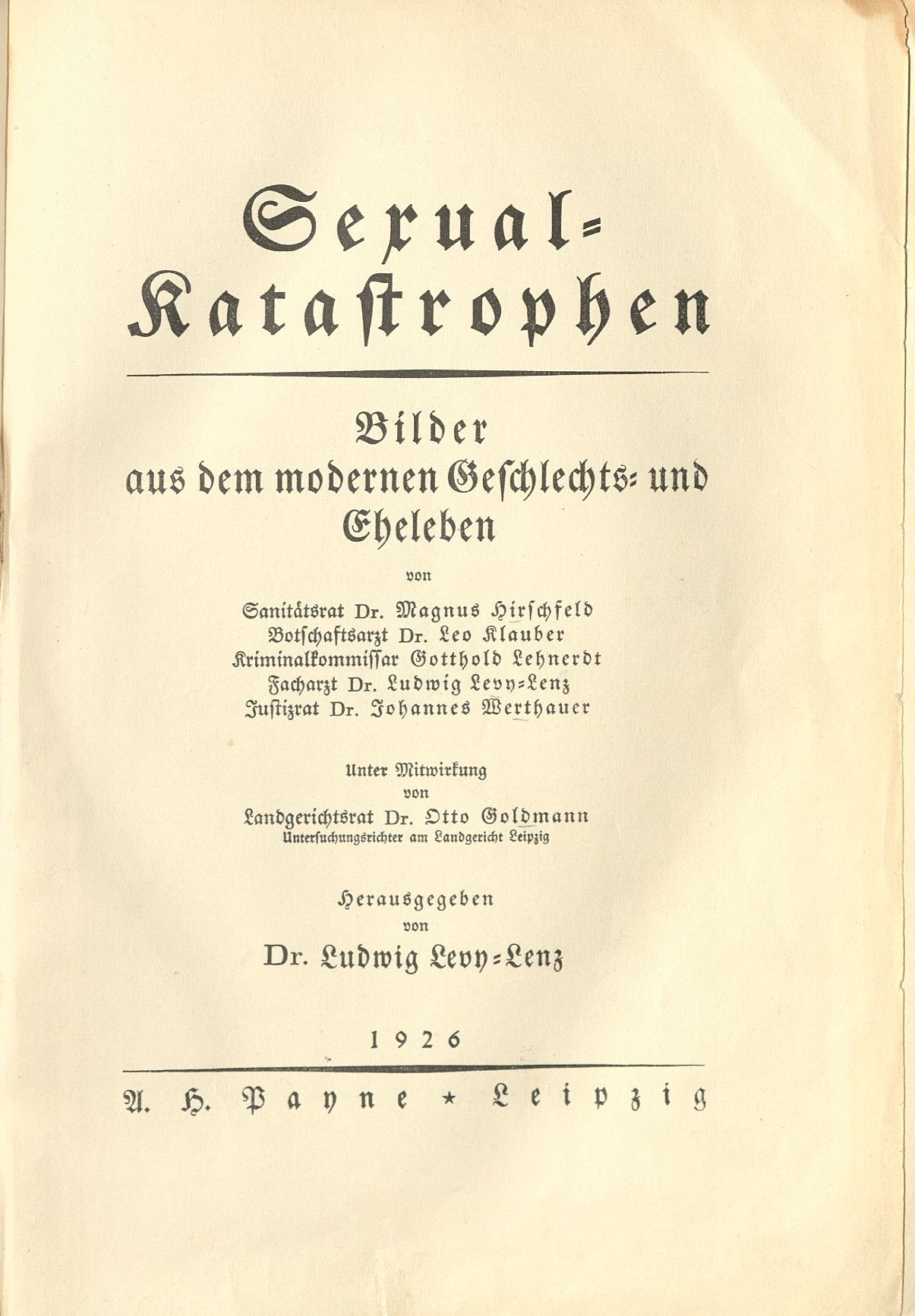
Mitautor (1926)

Werthauer entstammte einer jüdischen Kaufmannsfamilie und studierte Rechtswissenschaften sowie Nationalökonomie. Nach seiner Promotion arbeitete er als Rechtsanwalt und Notar in Berlin. Er wurde Honorarkonsul für Jugoslawien.
Mit dem Institut für Sexualwissenschaft, das der Sexualforscher Magnus Hirschfeld von 1919 bis 1933 in Berlin leitete, stand Werthauer in enger Verbindung und setzte sich für eine Änderung des Sexualstrafrechts (z. B. beim Schwangerschaftsabbruch oder beim § 175) und für eine Ehereform ein. Er veröffentlichte juristische Fachliteratur und trat während des Deutschen Kaiserreichs und in der Weimarer Republik als Strafverteidiger hervor. Werthauer plädierte in vielbeachteten Publikationen für das Prinzip „Erziehung statt Strafe“.
Werthauer verteidigte 1919 Kurt Tucholsky, der von Reichswehrminister Gustav Noske wegen des in der Weltbühne veröffentlichten Gedichts „Unser Militär“ angezeigt worden war. 1921 hatte er zusammen mit Adolf von Gordon und Theodor Niemeyer das Mandat des armenischen Attentäters Soghomon Tehlirian, welcher freigesprochen wurde. 1925 war er durch die Verteidigung von Iwan Kutisker in den Barmat-Skandal verwickelt und wurde vom Berliner Staatsanwalt Erich Kußmann für einen Tag inhaftiert. 1921/1925 vertrat Werthauer den Freistaat Braunschweig bei der Vermögensauseinandersetzung mit dem welfischen Herzogshaus im sog. Herzogsprozess.
Werthauer war dreimal verheiratet, sowie zwischenzeitlich 1920 mit Bella Fromm verlobt, und hatte mit Elise Flügge den Sohn Heinrich (* 1894), den er später in seine Kanzlei aufnahm, und mit Stephanie Lindheimer die Tochter Ingeborg (* 1924). Zur Verlobungsfeier mit Stephanie 1923 erschien als Gast Charlie Chaplin. Werthauer lebte in Berlin-Charlottenburg und hatte seine Kanzlei seit 1927 Unter den Linden. Nach der Machtergreifung Hitlers emigrierte er 1933 nach Paris. Er wurde als Professor an die Sorbonne berufen, trat allerdings nun in der Öffentlichkeit nicht mehr auf.
Seine Berliner Kanzlei übernahm Oswald Freisler. Werthauer wurde vom nationalsozialistischen Regime im August 1933 auf die erste Ausbürgerungsliste des Deutschen Reiches gesetzt und damit ausgebürgert sowie von den deutschen Gerichten wegen angeblicher Steuerflucht in Abwesenheit zu Gefängnis und einer hohen Geldstrafe verurteilt. Auch seine Frau und die Kinder wurden 1937 ausgebürgert.
Werthauer wurde auf dem Friedhof Père-Lachaise beigesetzt.